# Bumirejo (Puring)
Bumirejo is een bestuurslaag in het regentschap Kebumen van de provincie Midden-Java, Indonesië. Bumirejo telt 2182 inwoners (volkstelling 2010).